# Audi A5
De Audi A5 is een middenklasse van de Duitse autoproducent Audi. De A5 werd in 2007 gepresenteerd op basis van de vierde generatie Audi A4. De A5 heeft als belangrijkste concurrenten de BMW 4-serie en de Mercedes-Benz C-Klasse Coupé en Cabriolet.

## Eerste generatie (2007-2016)
De A5 Coupé (B8) was na lange tijd weer de eerste coupé in dit segment na het stoppen van de productie in 1996 van de Audi Coupé op basis van de Audi 80. De A5 is ontworpen door Walter de'Silva op basis van de Audi Nuvolari quattro conceptauto. De coupé staat op het nieuwe B8 MLB-platform (Modulare Längsbaukasten) waar de Audi A4 B8 ook gebruik van maakt. De A4 heeft ook ongeveer dezelfde ontwerpstijl als de A5 en ook technisch is de basis van de A4 gelijk. De C-stijl van de auto is volgens de'Silva geïnspireerd op de Audi quattro uit de jaren tachtig. De A5 maakt als eerste auto gebruik van dit nieuw ontwikkelde platform waarbij de motor verder naar achter is geplaatst wat de gewichtsverdeling bevordert. De gewichtsverhouding bij de A5 is ongeveer 55:45 (voor:achter).
De A5 heeft in combinatie met lichtere motoren voorwielaandrijving. Voor zwaardere motoren is quattro optioneel of standaard. De auto kan besteld worden met drie transmissies: een handgeschakelde zesversnellingsbak, een multitronic CVT voor uitsluitend modellen met voorwielaandrijving en een Tiptronic automatische versnellingsbak voor de modellen met quattro-aandrijving. Later kwam nog een 7-traps S tronic automaat met dubbele koppeling beschikbaar die de Tiptronic ging vervangen.

### A5 Cabriolet

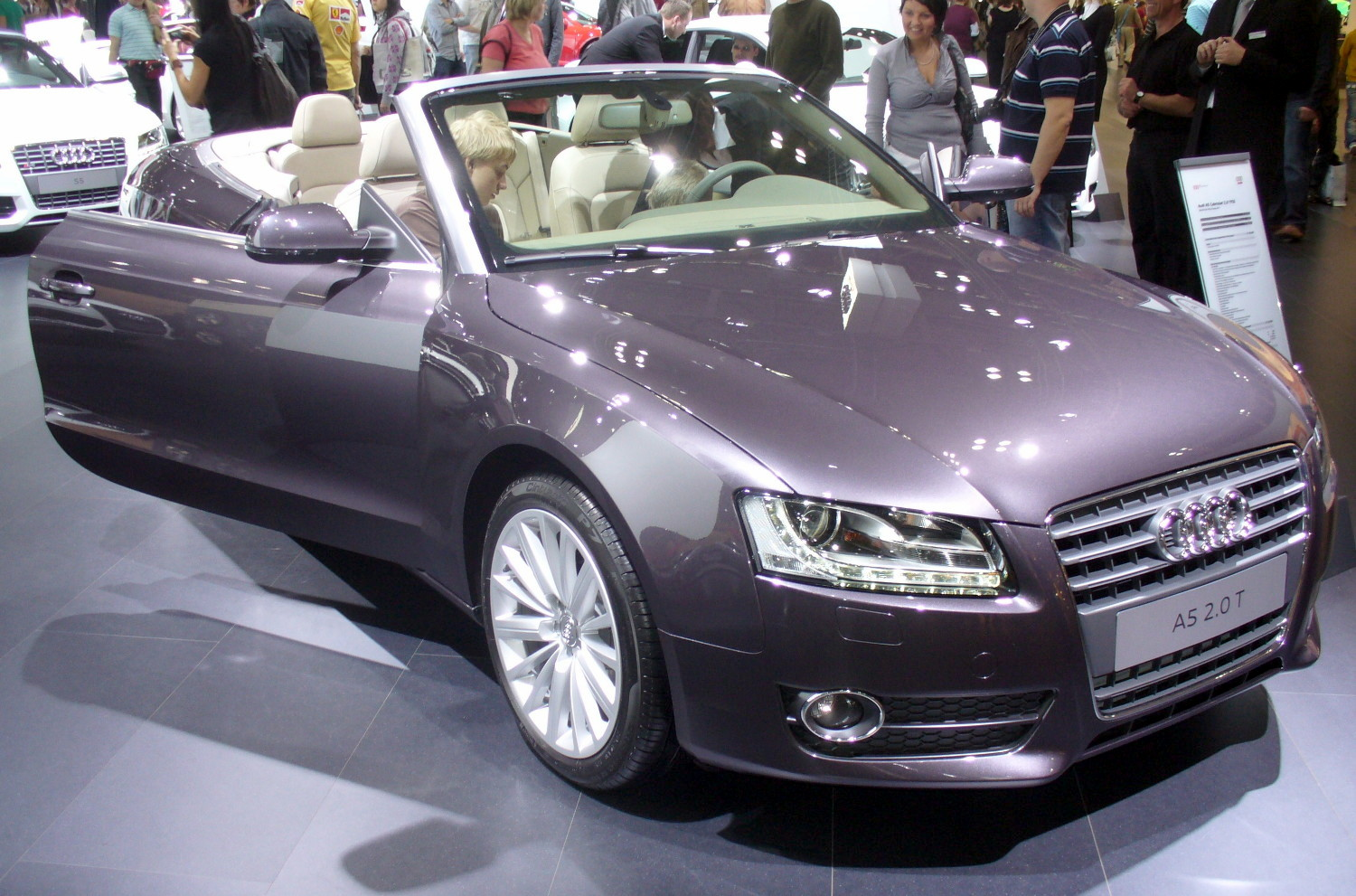
Audi A5 Cabriolet

Op 3 december 2008 werd de Audi A5 Cabriolet onthuld, de cabrioletversie van de A5 Coupé. De A5 Cabriolet volgt de Audi A4 B7 Cabriolet op en is net als zijn voorgangers voorzien van een stoffen kap. De auto werd op de North American International Auto Show in januari 2009 officieel aan het publiek voorgesteld en zal vanaf het tweede kwartaal 2009 leverbaar zijn. Tevens is ook meteen de S5 Cabriolet onthuld die het derde kwartaal op de markt komt.
De stoffen kap opent zich in 15 seconden en sluit in 17 seconden en is bedienbaar tot een snelheid van 50 km/u. De kap bestaat uit drie lagen stof en is leverbaar in verschillende kleuren en heeft led-verlichting voor de achterpassagiers geïntegreerd. Standaard kreeg de A5 Cabriolet de nieuwe achterlichten van de Audi S5 mee die voorzien zijn van leds.
Het motorenaanbod is nagenoeg gelijk aan dat van de A5 Coupé hoewel er bij de introductie geen viercilinder dieselmotor beschikbaar is wat bij de Coupé wel het geval is. Een andere  verandering is de nieuwe 3,0-liter V6 TFSI-motor in de S5 Cabriolet afkomstig uit de Audi S4 waar bij de S5 Coupé de 4.2 V8 FSI gebruikt wordt. Deze V6-motor is voorzien van een compressor en heeft een vermogen van 333 pk en een maximaal koppel van 440 Nm. Verwacht wordt dat Audi op termijn ook deze motor in de S5 Coupé zal gebruiken.

### A5 Sportback
Naast de tweedeurs A5 Coupé en A5 Cabriolet werd er op 16 juli 2009, de dag dat Audi 100 jaar bestond, ook nog een vijfdeurs Sportback versie gepresenteerd van de Audi A5. Sportback staat bij Audi voor een model met extra deuren zoals bij de A3 Sportback. De A5 Sportback is een soort Hatchback Coupé, in feite een vierdeurs coupé zoals de Volkswagen Passat CC en Mercedes-Benz CLS-Klasse maar dan met een vijfde deur om de kofferbak te openen zoals bij een hatchback. Dit model is boven de Audi A4 gepositioneerd en biedt een luxer alternatief. De wielbasis is groter geworden (2,81 m) wat voor meer binnenruimte en rijcomfort dan bij de tweedeurs versie zorgt. Er zijn enkele designelementen gebruikt van de Audi Sportback Concept die Audi in januari 2009 toonde op de NAIAS bij A5 Sportback zoals de teruglopende C-stijl.
Het motoraanbod van de A5 Sportback is vergelijkbaar met dat van de andere A5-modellen met de 1.8 en 2.0 TFSI en 3.2 FSI benzinemotoren en de 2.0 TDI, 2.7 TDI en 3.0 TDI dieselmotoren. De levering startte eind oktober 2009.

### S5 en RS5
Gelijk met de introductie van de Audi A5 kwam ook meteen de sportieve Audi S5 beschikbaar. Deze heeft een 4,2-liter V8 FSI-motor onder andere bekend uit de Audi A8 en de Q7. De motor heeft een vermogen van 354 pk en het maximale koppel is 440 Nm. Dat is 4 pk meer dan het originele blok, het koppel bleef met 440 Nm daarentegen gelijk. De sprint naar de 100 km/u gaat met deze motor in 5,1 seconden. De S5 Cabriolet die in 2009 verscheen heeft een 3,0-liter V6 TFSI afkomstig uit de S4 B8 die een vermogen heeft van 333 pk en een maximum koppel van 440 Nm.
In 2010 kwam het topmodel van de A5-reeks; de Audi RS5 die ook een V8-motor heeft maar dan met een vermogen van 450 pk. Het gaat om een doorontwikkelde versie van de hoogtoerige V8-motor uit de Audi RS4 B7. De RS5 beschikt standaard over een 7-traps S tronic versnellingsbak en is voorzien van een (wegklapbare) achterspoiler op de kofferbak. De RS5 wordt net zoals de andere RS-modellen ontwikkeld door quattro GmbH in Neckarsulm.

### Motoren
Het instapmodel was tot de zomer van 2008 een 1,8-liter viercilinder TFSI turbomotor. Dit is een viercilindermotor met directe benzine-inspuiting en een turbo welke afkomstig is uit het Volkswagenconcern en ook terug te vinden is in andere modellen als de Škoda Octavia. Deze 170 pk versie was beschikbaar vanaf de herfst van 2007. Vervolgens is er de 3,2-liter V6 FSI met Audi ValveLift (variabele kleplichthoogte), deze zorgt voor 265 pk 330 Nm koppel. De sprint naar de 100 gaat in 6,1 seconden. De topsnelheid is begrensd op 250 km/u. In de zomer van 2008 verscheen er een geheel nieuwe 2,0-liter TFSI turbomotor van 180 pk en 211 pk eveneens met ValveLift technologie die de 1.8 TFSI verving.
Bij de dieselmotoren was de instapmotor tot halverwege 2008 een 2,7-liter V6 TDI met 190 pk. De motor heeft een topsnelheid van 232 km/u en heeft 7,6 seconden nodig voor de sprint van 0 naar 100 km/u. Hij is gelijk aan de 3.0 TDI maar heeft een andere krukas met een kleinere slag en is onder andere bekend uit de A4 en A6. De tweede sterkere TDI-versie maakt gebruik van een 3,0-liter V6 TDI welke ook terug te vinden is in de andere Audi modellen. De motor zorgt voor 240 pk en een maximaal koppel van 500 Nm en heeft standaard quattro-aandrijving. De sprint naar de 100 gaat daarmee in 5,9 seconden. De topsnelheid is begrensd op 250 km/u. In 2008 kwam er een nieuw instapdiesel, een 2,0-liter TDI-motor met common-rail inspuiting die 170 pk levert.

### Gegevens
De gegevens van de basisuitvoeringen:
Benzine
| A5 Coupé      | A5 Coupé  | A5 Coupé | A5 Coupé | A5 Coupé       | A5 Coupé         | A5 Coupé    | A5 Coupé       | A5 Coupé    |
| Type          | Motor     | Vermogen | Koppel   | Aandrijving    | Gewicht          | 0–100 km/u  | Topsnelheid    | Jaartal     |
| ------------- | --------- | -------- | -------- | -------------- | ---------------- | ----------- | -------------- | ----------- |
| 1.8 TFSI      | 4-in-lijn | 160 pk   | 250 Nm   | voor           | 1.420 kg         | 8,6 s       | 226 km/u       | 2009 - 2011 |
| 1.8 TFSI      | 4-in-lijn | 170 pk   | 250 Nm   | voor           | 1.420 kg         | 8,4 s       | 228 km/u       | 2008 - 2008 |
| 1.8 TFSI      | 4-in-lijn | 170 pk   | 320 Nm   | voor           | 1.400 kg         | 7,9 s       | 230 km/u       | 2011 - 2015 |
| 1.8 TFSI      | 4-in-lijn | 177 pk   | 320 Nm   | voor           | 1.400 kg         | 7,9 s       | 231 km/u       | 2015 - 2016 |
| 2.0 TFSI      | 4-in-lijn | 180 pk   | 320 Nm   | voor           | 1.420 kg         | 7,8 s       | 236 km/u       | 2008 - 2011 |
| 2.0 TFSI      | 4-in-lijn | 211 pk   | 350 Nm   | voor / quattro | 1.420 / 1.500 kg | 6,9 / 6,5 s | 250 / 246 km/u | 2008 - 2011 |
| 2.0 TFSI      | 4-in-lijn | 211 pk   | 350 Nm   | voor / quattro | 1.405 / 1.485 kg | 6,9 / 6,4 s | 250 / 246 km/u | 2011 - 2013 |
| 2.0 TFSI      | 4-in-lijn | 225 pk   | 350 Nm   | voor / quattro | 1.405 / 1.485 kg | 6,8 / 6,4 s | 250 / 250 km/u | 2013 - 2015 |
| 2.0 TFSI      | 4-in-lijn | 230 pk   | 350 Nm   | voor / quattro | 1.405 / 1.485 kg | 6,8 / 6,4 s | 250 / 250 km/u | 2015 - 2016 |
| 3.2 FSI       | V6        | 265 pk   | 330 Nm   | voor / quattro | 1.495 / 1.535 kg | 6,4 / 6,1 s | 250 km/u       | 2007 - 2011 |
| 3.0 TFSI      | V6 SC     | 272 pk   | 400 Nm   | quattro        | 1.625 kg         | 6,8 s       | 250 km/u       | 2012 - 2016 |
| 4.2 FSI (S5)  | V8        | 354 pk   | 440 Nm   | quattro        | 1.630 kg         | 5,1 s       | 250 km/u       | 2007 - 2011 |
| 3.0 TFSI (S5) | V6 SC     | 333 pk   | 440 Nm   | quattro        | 1.650 kg         | 4,9 s       | 250 km/u       | 2011 - 2016 |
| 4.2 FSI (RS5) | V8        | 450 pk   | 430 Nm   | quattro        | 1.725 kg         | 4,6 s       | 250 km/u       | 2010 - 2012 |
| 4.2 FSI (RS5) | V8        | 450 pk   | 430 Nm   | quattro        | 1.690 kg         | 4,5 s       | 250 km/u       | 2012 - 2015 |

| A5 Sportback  | A5 Sportback | A5 Sportback | A5 Sportback | A5 Sportback   | A5 Sportback     | A5 Sportback | A5 Sportback   | A5 Sportback |
| Type          | Motor        | Vermogen     | Koppel       | Aandrijving    | Gewicht          | 0–100 km/u   | Topsnelheid    | Jaartal      |
| ------------- | ------------ | ------------ | ------------ | -------------- | ---------------- | ------------ | -------------- | ------------ |
| 1.8 TFSI      | 4-in-lijn    | 144 pk       | 280 Nm       | voor           | 1.465 kg         | 9,3 s        | 220 km/u       | 2014 - 2017  |
| 1.8 TFSI      | 4-in-lijn    | 160 pk       | 250 Nm       | voor           | 1.465 kg         | 8,9 s        | 223 km/u       | 2010 - 2011  |
| 1.8 TFSI      | 4-in-lijn    | 170 pk       | 320 Nm       | voor           | 1.465 kg         | 8,2 s        | 230 km/u       | 2011 - 2015  |
| 1.8 TFSI      | 4-in-lijn    | 177 pk       | 320 Nm       | voor           | 1.465 kg         | 8,2 s        | 231 km/u       | 2015 - 2017  |
| 2.0 TFSI      | 4-in-lijn    | 180 pk       | 320 Nm       | voor           | 1.475 kg         | 8,1 s        | 233 km/u       | 2009 - 2011  |
| 2.0 TFSI      | 4-in-lijn    | 211 pk       | 350 Nm       | voor / quattro | 1.480 / 1550 kg  | 7,1 / 6,7 s  | 245 / 242 km/u | 2009 - 2011  |
| 2.0 TFSI      | 4-in-lijn    | 211 pk       | 350 Nm       | voor / quattro | 1.475 / 1.545 kg | 7,1 / 6,6 s  | 245 / 242 km/u | 2012 - 2013  |
| 2.0 TFSI      | 4-in-lijn    | 225 pk       | 350 Nm       | voor / quattro | 1.475 / 1.545 kg | 7,0 / 6,5 s  | 250 / 240 km/u | 2013 - 2015  |
| 2.0 TFSI      | 4-in-lijn    | 230 pk       | 350 Nm       | voor / quattro | 1.475 / 1.545 kg | 7,0 / 6,5 s  | 250 / 245 km/u | 2015 - 2017  |
| 3.2 FSI       | V6           | 265 pk       | 330 Nm       | quattro        | 1.625 kg         | 6,6 s        | 250 km/u       | 2009 - 2011  |
| 3.0 TFSI      | V6 SC        | 272 pk       | 400 Nm       | quattro        | 1.690 kg         | 6,0 s        | 250 km/u       | 2012 - 2017  |
| 3.0 TFSI (S5) | V6 SC        | 333 pk       | 440 Nm       | quattro        | 1.755 kg         | 5,4 s        | 250 km/u       | 2010 - 2011  |
| 3.0 TFSI (S5) | V6 SC        | 333 pk       | 440 Nm       | quattro        | 1.720 kg         | 5,1 s        | 250 km/u       | 2011 - 2017  |

| A5 Cabriolet  | A5 Cabriolet | A5 Cabriolet | A5 Cabriolet | A5 Cabriolet   | A5 Cabriolet     | A5 Cabriolet | A5 Cabriolet   | A5 Cabriolet |
| Type          | Motor        | Vermogen     | Koppel       | Aandrijving    | Gewicht          | 0–100 km/u   | Topsnelheid    | Jaartal      |
| ------------- | ------------ | ------------ | ------------ | -------------- | ---------------- | ------------ | -------------- | ------------ |
| 1.8 TFSI      | 4-in-lijn    | 160 pk       | 250 Nm       | voor           | 1.610 kg         | 9,9 s        | 218 km/u       | 2009 - 2011  |
| 1.8 TFSI      | 4-in-lijn    | 170 pk       | 320 Nm       | voor           | 1.400 kg         | 7,9 s        | 222 km/u       | 2011 - 2015  |
| 1.8 TFSI      | 4-in-lijn    | 177 pk       | 320 Nm       | voor           | 1.400 kg         | 7,9 s        | 223 km/u       | 2015 - 2017  |
| 2.0 TFSI      | 4-in-lijn    | 180 pk       | 320 Nm       | voor           | 1.655 kg         | 8,9 s        | 219 km/u       | 2009 - 2011  |
| 2.0 TFSI      | 4-in-lijn    | 211 pk       | 350 Nm       | voor / quattro | 1.630 / 1.735 kg | 7,5 / 7,3 s  | 241 / 238 km/u | 2009 - 2011  |
| 2.0 TFSI      | 4-in-lijn    | 211 pk       | 350 Nm       | voor / quattro | 1.605 / 1.710 kg | 7,5 / 7,3 s  | 241 / 238 km/u | 2011 - 2013  |
| 2.0 TFSI      | 4-in-lijn    | 225 pk       | 350 Nm       | voor / quattro | 1.605 / 1.710 kg | 7,4 / 7,2 s  | 245 / 240 km/u | 2013 - 2015  |
| 2.0 TFSI      | 4-in-lijn    | 230 pk       | 350 Nm       | voor / quattro | 1.605 / 1.710 kg | 7,4 / 7,2 s  | 245 / 240 km/u | 2015 - 2017  |
| 3.2 FSI       | V6           | 265 pk       | 330 Nm       | voor / quattro | 1.710 / 1.785 kg | 6,9 / 6,9 s  | 246 / 250 km/u | 2009 - 2011  |
| 3.0 TFSI      | V6 SC        | 272 pk       | 400 Nm       | quattro        | 1.825 kg         | 6,3 s        | 250 km/u       | 2012 - 2016  |
| 3.0 TFSI (S5) | V6 SC        | 333 pk       | 440 Nm       | quattro        | 1.875 kg         | 5,6 s        | 250 km/u       | 2009 - 2011  |
| 3.0 TFSI (S5) | V6 SC        | 333 pk       | 440 Nm       | quattro        | 1.855 kg         | 5,4 s        | 250 km/u       | 2011 - 2017  |
| 4.2 FSI (RS5) | V8           | 450 pk       | 430 Nm       | quattro        | 1.895 kg         | 4,9 s        | 250 km/u       | 2013 - 2015  |

Diesel
| A5 Coupé | A5 Coupé  | A5 Coupé | A5 Coupé | A5 Coupé       | A5 Coupé         | A5 Coupé    | A5 Coupé       | A5 Coupé    |
| Type     | Motor     | Vermogen | Koppel   | Aandrijving    | Gewicht          | 0–100 km/u  | Topsnelheid    | Jaartal     |
| -------- | --------- | -------- | -------- | -------------- | ---------------- | ----------- | -------------- | ----------- |
| 2.0 TDI  | 4-in-lijn | 163 pk   | 380 Nm   | voor           | 1.445 kg         | 8,4 s       | 225 km/u       | 2012 - 2016 |
| 2.0 TDI  | 4-in-lijn | 170 pk   | 350 Nm   | voor / quattro | 1.470 / 1.535 kg | 8,3 / 8,2 s | 230 / 228 km/u | 2009 - 2011 |
| 2.0 TDI  | 4-in-lijn | 177 pk   | 380 Nm   | voor / quattro | 1.445 / 1.510 kg | 8,2 / 7,8 s | 230 / 228 km/u | 2011 - 2014 |
| 2.0 TDI  | 4-in-lijn | 190 pk   | 400 Nm   | voor / quattro | 1.500 / 1.565 kg | 7,7 / 7,4 s | 240 / 235 km/u | 2014 - 2016 |
| 2.7 TDI  | V6        | 190 pk   | 400 Nm   | voor           | 1.555 kg         | 7,9 s       | 239 km/u       | 2007 - 2011 |
| 3.0 TDI  | V6        | 204 pk   | 400 Nm   | voor           | 1.515 kg         | 7,6 s       | 244 km/u       | 2012 - 2015 |
| 3.0 TDI  | V6        | 218 pk   | 500 Nm   | quattro        | 1.655 kg         | 6,2 s       | 243 km/u       | 2015 - 2016 |
| 3.0 TDI  | V6        | 240 pk   | 500 Nm   | quattro        | 1.620 kg         | 5,9 s       | 250 km/u       | 2007 - 2011 |
| 3.0 TDI  | V6        | 245 pk   | 500 Nm   | quattro        | 1.580 kg         | 5,9 s       | 250 km/u       | 2012 - 2014 |
| 3.0 TDI  | V6        | 245 pk   | 500 Nm   | quattro        | 1.655 kg         | 5,8 s       | 250 km/u       | 2012 - 2015 |
| 3.0 TDI  | V6        | 245 pk   | 580 Nm   | quattro        | 1.670 kg         | 5,9 s       | 250 km/u       | 2015 - 2016 |

| A5 Sportback | A5 Sportback | A5 Sportback | A5 Sportback | A5 Sportback   | A5 Sportback    | A5 Sportback | A5 Sportback   | A5 Sportback |
| Type         | Motor        | Vermogen     | Koppel       | Aandrijving    | Gewicht         | 0–100 km/u   | Topsnelheid    | Jaartal      |
| ------------ | ------------ | ------------ | ------------ | -------------- | --------------- | ------------ | -------------- | ------------ |
| 2.0 TDI      | 4-in-lijn    | 136 pk       | 320 Nm       | voor           | 1.490 kg        | 9,5 s        | 212 km/u       | 2012 - 2017  |
| 2.0 TDI      | 4-in-lijn    | 143 pk       | 320 Nm       | voor           | 1.490 kg        | 9,4 s        | 212 km/u       | 2009 - 2013  |
| 2.0 TDI      | 4-in-lijn    | 150 pk       | 320 Nm       | voor           | 1.555 kg        | 9,4 s        | 212 km/u       | 2013 - 2017  |
| 2.0 TDI      | 4-in-lijn    | 163 pk       | 380 Nm       | voor           | 1.490 kg        | 8,7 s        | 221 km/u       | 2012 - 2017  |
| 2.0 TDI      | 4-in-lijn    | 170 pk       | 350 Nm       | voor / quattro | 1.505 / 1575 kg | 8,7 / 8,6 s  | 228 / 223 km/u | 2009 - 2011  |
| 2.0 TDI      | 4-in-lijn    | 177 pk       | 380 Nm       | voor / quattro | 1.490 / 1560 kg | 8,5 / 8,2 s  | 228 / 223 km/u | 2011 - 2014  |
| 2.0 TDI      | 4-in-lijn    | 190 pk       | 400 Nm       | voor / quattro | 1.555 / 1625    | 7,8 / 7,5 s  | 238 / 235 km/u | 2014 - 2017  |
| 2.7 TDI      | V6           | 190 pk       | 400 Nm       | voor           | 1.595 kg        | 8,2 s        | 235 km/u       | 2009 - 2011  |
| 3.0 TDI      | V6           | 204 pk       | 400 Nm       | voor           | 1.570 kg        | 7,8 s        | 240 km/u       | 2011 - 2015  |
| 3.0 TDI      | V6           | 218 pk       | 500 Nm       | quattro        | 1.710 kg        | 6,4 s        | 240 km/u       | 2015 - 2016  |
| 3.0 TDI      | V6           | 240 pk       | 500 Nm       | quattro        | 1.660 kg        | 6,3 s        | 250 km/u       | 2009 - 2011  |
| 3.0 TDI      | V6           | 245 pk       | 500 Nm       | quattro        | 1.635 kg        | 6,2 s        | 250 km/u       | 2011 - 2014  |
| 3.0 TDI      | V6           | 245 pk       | 500 Nm       | quattro        | 1.710 kg        | 5,8 s        | 250 km/u       | 2012 - 2015  |
| 3.0 TDI      | V6           | 245 pk       | 580 Nm       | quattro        | 1.725 kg        | 5,9 s        | 250 km/u       | 2015 - 2016  |

| A5 Cabriolet | A5 Cabriolet | A5 Cabriolet | A5 Cabriolet | A5 Cabriolet   | A5 Cabriolet    | A5 Cabriolet | A5 Cabriolet   | A5 Cabriolet |
| Type         | Motor        | Vermogen     | Koppel       | Aandrijving    | Gewicht         | 0–100 km/u   | Topsnelheid    | Jaartal      |
| ------------ | ------------ | ------------ | ------------ | -------------- | --------------- | ------------ | -------------- | ------------ |
| 2.0 TDI      | 4-in-lijn    | 143 pk       | 320 Nm       | voor           | 1.630 kg        | 10,2 s       | 210 km/u       | 2012 - 2013  |
| 2.0 TDI      | 4-in-lijn    | 150 pk       | 320 Nm       | voor           | 1.630 kg        | 10,2 s       | 210 km/u       | 2013 - 2017  |
| 2.0 TDI      | 4-in-lijn    | 170 pk       | 350 Nm       | voor           | 1.660 kg        | 9,3 s        | 222 km/u       | 2009 - 2011  |
| 2.0 TDI      | 4-in-lijn    | 177 pk       | 380 Nm       | voor / quattro | 1.630 / 1695 kg | 8,8 / 8,5 s  | 222 / 221 km/u | 2011 - 2014  |
| 2.0 TDI      | 4-in-lijn    | 190 pk       | 400 Nm       | voor / quattro | 1.685 / 1750    | 8,2 / 7,9 s  | 234 / 231 km/u | 2014 - 2017  |
| 2.7 TDI      | V6           | 190 pk       | 400 Nm       | voor           | 1.760 kg        | 8,6 s        | 230 km/u       | 2009 - 2011  |
| 3.0 TDI      | V6           | 204 pk       | 400 Nm       | voor           | 1.735 kg        | 7,6 s        | 230 km/u       | 2011 - 2015  |
| 3.0 TDI      | V6           | 218 pk       | 500 Nm       | quattro        | 1.855 kg        | 6,8 s        | 236 km/u       | 2015 - 2016  |
| 3.0 TDI      | V6           | 240 pk       | 500 Nm       | quattro        | 1.860 kg        | 6,4 s        | 247 km/u       | 2009 - 2011  |
| 3.0 TDI      | V6           | 245 pk       | 500 Nm       | quattro        | 1.820 kg        | 6,3 s        | 250 km/u       | 2011 - 2014  |
| 3.0 TDI      | V6           | 245 pk       | 580 Nm       | quattro        | 1.8750 kg       | 6,3 s        | 250 km/u       | 2015 - 2016  |

## Tweede generatie (2016 - heden)

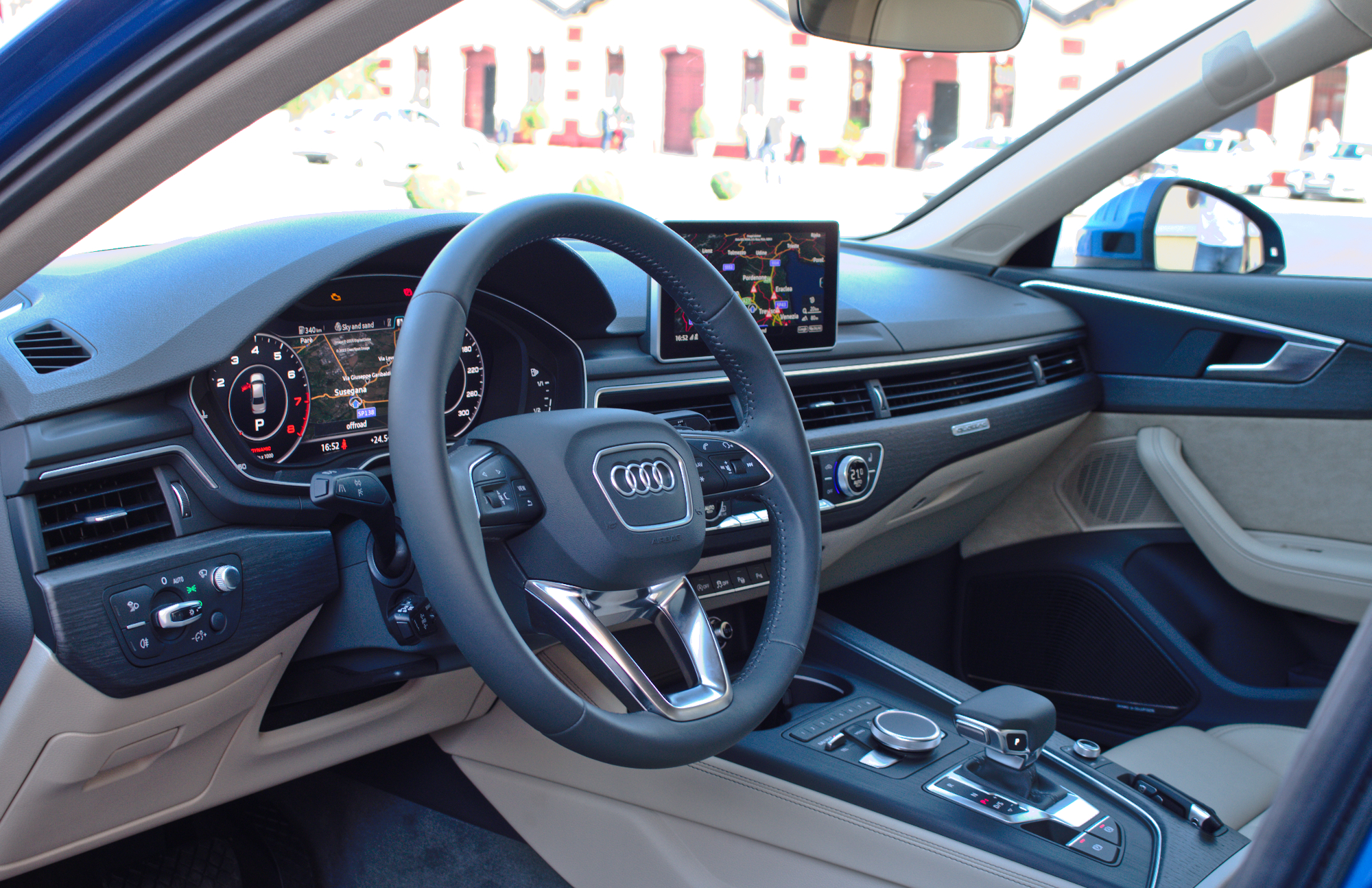
Interieur

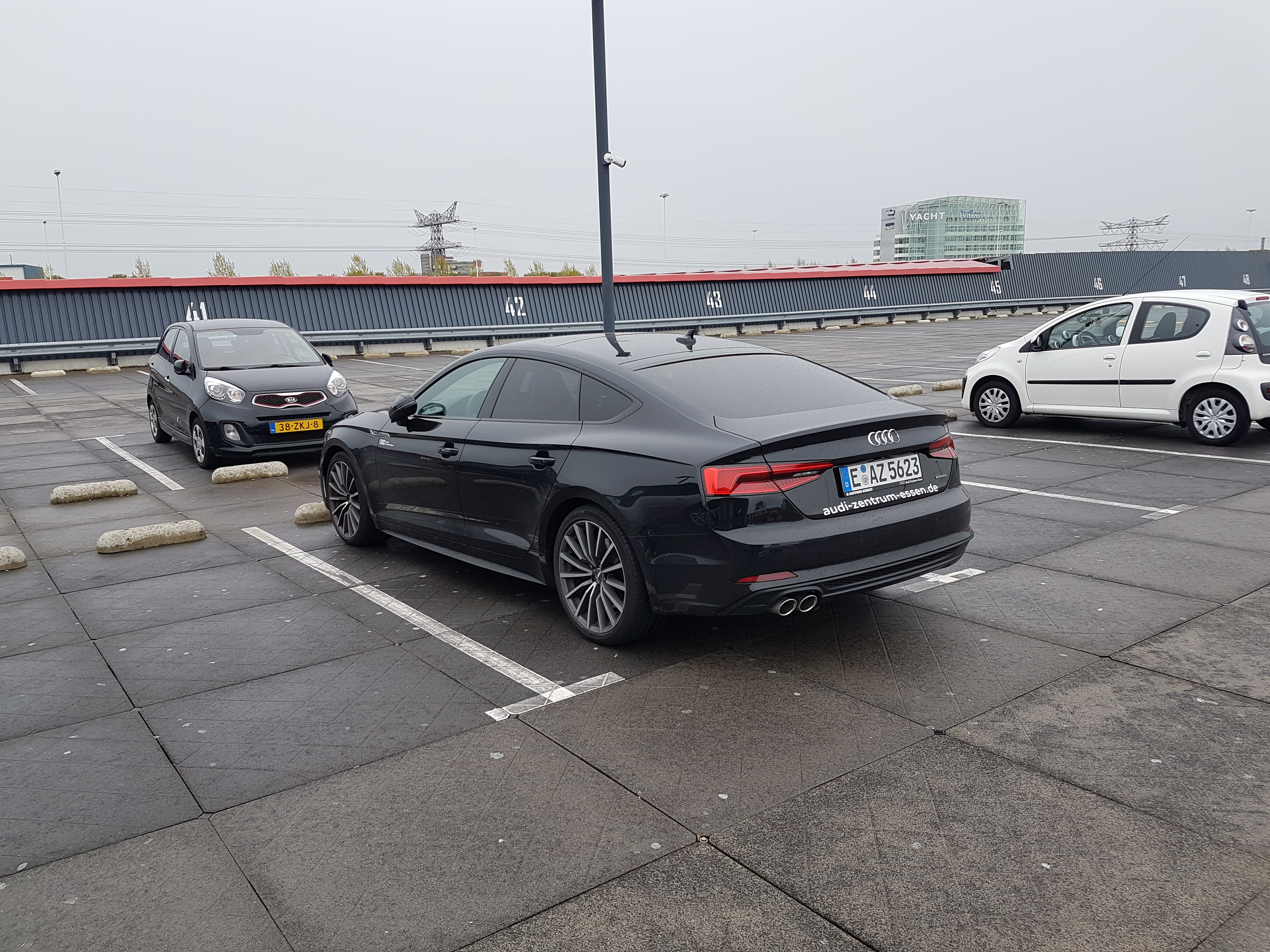
Audi A5 Sportback achterkant

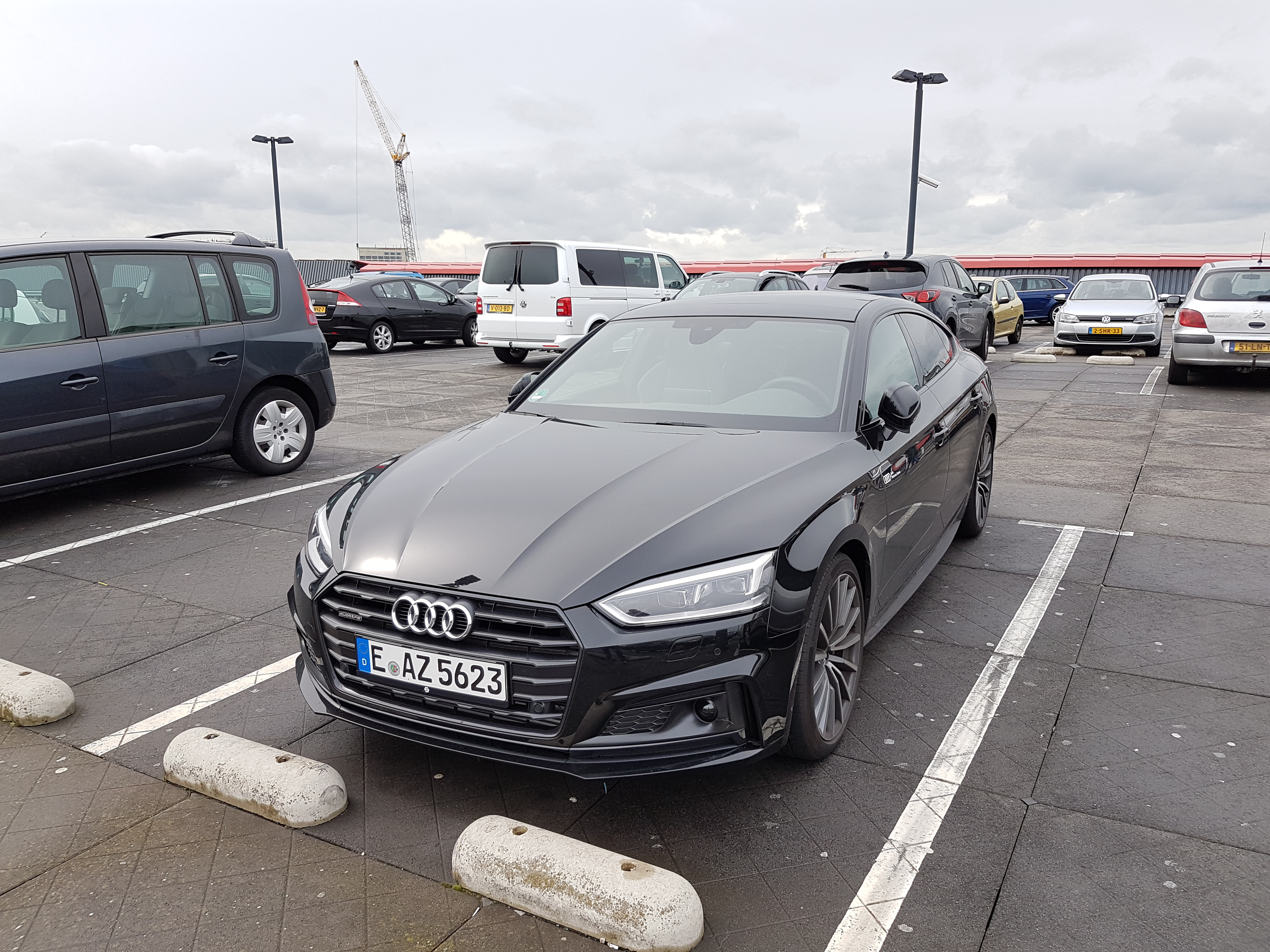
Audi A5 Sportback voorkant

De tweede generatie Audi A5 werd 2 juni 2016 gepresenteerd, tegelijk met de S5. De auto werd groter en lichter, en kwam de nieuwe generatie MLB platform te staan, waar ook de nieuwe Audi A4 op staat. Ook motorisch gezien is de A5 gebaseerd op de A4, net als bij de eerste A5 het geval was. De ontwerpkenmerken die eerder al bij de A4 te zien waren, zijn ook hier van toepassing. De grille werd breder en hoekiger dan voorheen en de auto werd met scherpere lijnen getekend. Ook is een vouw op de schouderlijn zichtbaar, en is er meer overhang bij de motorkap, die benadrukt wordt door de vier strakke lijnen die er lopen. Ook is nieuwe Audi Matrix LED verlichting beschikbaar.
Het vernieuwde MLB-platform verlaagt het gewicht. Ook is er veel aan geluidsisolatie gedaan, Audi zegt zelfs dat dit de stilste auto in zijn klasse is. De instapmotorisering bestaat uit de 2.0 TFSI en 2.0 TDI, beiden met 190 pk. Bij deze motoren heeft de A5 voorwielaandrijving, al is de diesel ook met vierwielaandrijving leverbaar. Een stapje hoger is de 2.0 TFSI, maar nu met 252 pk. De enige zescilinder in de A5 is voortaan de 3.0 TDI. Deze levert standaard 218 pk en 400 Nm koppel en heeft altijd quattro en een S Tronic versnellingsbak. Hij kwam in 2017 ook als 272 pk sterke versie, maar die werd datzelfde jaar vervangen door de 286 pk en 620 Nm sterke versie uit de A8. Later kwam ook de 1.4 TFSI met cilinderuitschakeling uit de A4 voor de A5 beschikbaar.
Het interieur is vrijwel hetzelfde als in de nieuwe A4. Ook nieuwe infotainmentsystemen zijn nu voor de A5 beschikbaar en de Audi Virtual Cockpit is optioneel leverbaar. Dit 12,3 inch grote scherm vervangt de traditionele klokken en tellers en zaken als navigatie zijn hier ook op weergegeven.

### A5 Sportback
Op 7 september 2016 werd in Parijs de nieuwe A5 Sportback gepresenteerd. De auto kreeg twee deuren meer en groeit in wielbasis naar ruim 2,82 meter. Ook is er meer bagageruimte dan in de tweedeurs coupé; 480 liter, of 1300 liter met neer geklapte achterbanken.

### A5 Cabriolet
Als laatste kwam de A5 Cabriolet, die op 4 november 2016 werd gepresenteerd. Opnieuw beschikt hij over een stoffen kap, die weer tot 50 km/uur bediend kan worden en in 15 seconden opent en in 18 seconden weer sluit. Nieuw is dat het derde remlicht nu in de kap zit verwerkt, in plaats van op de achterklep zoals bij de vorige generatie. Hij is tot 40 kg lichter dan zijn voorganger, maar met zijn 1690 kg (minimaal) is hij nog steeds een stuk zwaarder dan de coupé. De kofferruimte is kleiner, als de kap dicht past er 380 liter in. Motorisch is hij voor het grootste gedeelte hetzelfde als de coupé, met als uitzondering dat de 3.0 TDI alleen met 218 pk beschikbaar en is het benzineaanbod begint met de 2.0 TFSI.

### A5 G-Tron
Nieuw is de A5 Sportback G-Tron. Deze heeft een 2 liter viercilinder die op zowel aardgas als benzine rijdt. Het is een schoner alternatief voor de benzine en dieselmotoren met een CO2 uitstoot van 100 g/km. De 2.0 TFSI levert 170 pk en 270 nm, genoeg om in 8,5 seconden naar de 100 km/uur te accelereren. De achterin geplaatste gastank kan 19 kilo aan gas opslaan. Op een volle gastank moet de G-Tron 500 km ver kunnen komen, waarna hij nog eens 450 km op benzine kan doorrijden.

### S5
De sportievere S5 werd tegelijk gepresenteerd met de A5. Deze beschikt over een 3.0 TFSI V6 motor met een twinscroll turbo, in plaats van de supercharger van de vorige S5. Ook de Sportback en Cabriolet zijn als S5 beschikbaar. Hij beschikt over vierwielaandrijving en een 8-traps Tiptronic transmissie. De S5 en S5 Sportback gaan in 4,7 seconden naar de 100 km/h, de zwaarde Cabriolet in 5,1 seconden.

### RS5
Op 7 februari 2017 beleefde de tweede generatie RS5 ook zijn primeur op de Autosalon van Genève. De atmosferische V8 werd vervangen door een nieuwe 2,9 liter grote biturbo V6. Deze motor is afkomstig van Porsche, maar is opgevoerd tot 450 pk. Dat is evenveel als z'n voorganger, maar het koppel steeg met 170 Nm tot 600 Nm. Dit stelt de RS5 in staat op van 0-100 km/h te sprinten in slechts 3,9 seconden.

### Gegevens
De gegevens van de basisuitvoeringen:
Benzine
| A5 Coupé       | A5 Coupé  | A5 Coupé | A5 Coupé | A5 Coupé       | A5 Coupé        | A5 Coupé    | A5 Coupé    | A5 Coupé    |
| Type           | Motor     | Vermogen | Koppel   | Aandrijving    | Gewicht         | 0–100 km/u  | Topsnelheid | Jaartal     |
| -------------- | --------- | -------- | -------- | -------------- | --------------- | ----------- | ----------- | ----------- |
| 1.4 TFSI       | 4-in-lijn | 150 pk   | 250 Nm   | voor           | 1.365 kg        | 8,7 s       | 216 km/u    | 2017 - 2018 |
| 2.0 TFSI       | 4-in-lijn | 190 pk   | 320 Nm   | voor           | 1.365 kg        | 7,2 s       | 240 km/u    | 2016 - 2018 |
| 2.0 TFSI       | 4-in-lijn | 252 pk   | 370 Nm   | voor / quattro | 1420 / 1.475 kg | 6,3 / 5,8 s | 250 km/u    | 2016 - 2018 |
| 3.0 TFSI (S5)  | V6        | 354 pk   | 500 Nm   | quattro        | 1.590 kg        | 4,7 s       | 250 km/u    | 2016 - 2018 |
| 2.9 TFSI (RS5) | V6        | 450 pk   | 600 Nm   | quattro        | 1.630 kg        | 3,9 s       | 250 km/u    | 2017 - 2018 |

| A5 Sportback   | A5 Sportback | A5 Sportback | A5 Sportback | A5 Sportback   | A5 Sportback    | A5 Sportback | A5 Sportback | A5 Sportback |
| Type           | Motor        | Vermogen     | Koppel       | Aandrijving    | Gewicht         | 0–100 km/u   | Topsnelheid  | Jaartal      |
| -------------- | ------------ | ------------ | ------------ | -------------- | --------------- | ------------ | ------------ | ------------ |
| 1.4 TFSI       | 4-in-lijn    | 150 pk       | 250 Nm       | voor           | 1.425 kg        | 8,9 s        | 210 km/u     | 2017 - 2018  |
| 2.0 TFSI       | 4-in-lijn    | 190 pk       | 320 Nm       | voor           | 1.405 kg        | 7,5 s        | 240 km/u     | 2017 - 2018  |
| 2.0 TFSI       | 4-in-lijn    | 252 pk       | 370 Nm       | voor / quattro | 1445 / 1.510 kg | 6,5 / 6,0 s  | 250 km/u     | 2017 - 2018  |
| 3.0 TFSI (S5)  | V6           | 354 pk       | 500 Nm       | quattro        | 1.635 kg        | 4,7 s        | 250 km/u     | 2017 - 2018  |
| 2.9 TFSI (RS5) | V6           | 450 pk       | 600 Nm       | quattro        | 1.680 kg        | 3,9 s        | 250 km/u     | 2018 - 2018  |

| A5 Cabriolet  | A5 Cabriolet | A5 Cabriolet | A5 Cabriolet | A5 Cabriolet   | A5 Cabriolet   | A5 Cabriolet | A5 Cabriolet | A5 Cabriolet |
| Type          | Motor        | Vermogen     | Koppel       | Aandrijving    | Gewicht        | 0–100 km/u   | Topsnelheid  | Jaartal      |
| ------------- | ------------ | ------------ | ------------ | -------------- | -------------- | ------------ | ------------ | ------------ |
| 2.0 TFSI      | 4-in-lijn    | 190 pk       | 320 Nm       | voor           | 1.575 kg       | 7,9 s        | 239 km/u     | 2017 - 2018  |
| 2.0 TFSI      | 4-in-lijn    | 252 pk       | 370 Nm       | voor / quattro | 1625 / 1685 kg | 6,7 / 6,3 s  | 250 km/u     | 2017 - 2018  |
| 3.0 TFSI (S5) | V6           | 354 pk       | 500 Nm       | quattro        | 1.815 kg       | 5,1 s        | 250 km/u     | 2017 - 2018  |

Aardgas
| A5 Sportback    | A5 Sportback | A5 Sportback | A5 Sportback | A5 Sportback | A5 Sportback | A5 Sportback | A5 Sportback | A5 Sportback |
| Type            | Motor        | Vermogen     | Koppel       | Aandrijving  | Gewicht      | 0–100 km/u   | Topsnelheid  | Jaartal      |
| --------------- | ------------ | ------------ | ------------ | ------------ | ------------ | ------------ | ------------ | ------------ |
| 2.0 TFSI g-tron | 4-in-lijn    | 170 pk       | 270 Nm       | voor         | 1515 kg      | 8,5 s        | 226 km/u     | 2017 - 2018  |

Diesel
| A5 Coupé | A5 Coupé  | A5 Coupé | A5 Coupé | A5 Coupé       | A5 Coupé         | A5 Coupé    | A5 Coupé       | A5 Coupé    |
| Type     | Motor     | Vermogen | Koppel   | Aandrijving    | Gewicht          | 0–100 km/u  | Topsnelheid    | Jaartal     |
| -------- | --------- | -------- | -------- | -------------- | ---------------- | ----------- | -------------- | ----------- |
| 2.0 TDI  | 4-in-lijn | 190 pk   | 400 Nm   | voor           | 1.435 kg         | 7,7 s       | 210 km/u       | 2017 - 2018 |
| 2.0 TDI  | 4-in-lijn | 190 pk   | 400 Nm   | voor / quattro | 1.435 / 1.540 kg | 7,7 / 7,2 s | 240 / 235 km/u | 2016 - 2018 |
| 3.0 TDI  | V6        | 218 pk   | 400 Nm   | quattro        | 1580 kg          | 6,2 s       | 250 km/u       | 2016 - 2018 |
| 3.0 TDI  | V6        | 272 pk   | 600 Nm   | quattro        | 1620 kg          | 5,2 s       | 250 km/u       | 2017 - 2017 |
| 3.0 TDI  | V6        | 286 pk   | 620 Nm   | quattro        | 1635 kg          | 5,2 s       | 250 km/u       | 2017 - 2018 |

| A5 Sportback | A5 Sportback | A5 Sportback | A5 Sportback | A5 Sportback   | A5 Sportback     | A5 Sportback | A5 Sportback   | A5 Sportback |
| Type         | Motor        | Vermogen     | Koppel       | Aandrijving    | Gewicht          | 0–100 km/u   | Topsnelheid    | Jaartal      |
| ------------ | ------------ | ------------ | ------------ | -------------- | ---------------- | ------------ | -------------- | ------------ |
| 2.0 TDI      | 4-in-lijn    | 150 pk       | 320 Nm       | voor           | 1.445 kg         | 9,0 s        | 219 km/u       | 2017 - 2018  |
| 2.0 TDI      | 4-in-lijn    | 190 pk       | 400 Nm       | voor           | 1.475 kg         | 8,0 s        | 210 km/u       | 2017 - 2018  |
| 2.0 TDI      | 4-in-lijn    | 190 pk       | 400 Nm       | voor / quattro | 1.475 / 1.575 kg | 7,9 / 7,4 s  | 238 / 235 km/u | 2017 - 2018  |
| 3.0 TDI      | V6           | 218 pk       | 400 Nm       | quattro        | 1.615 kg         | 6,4 s        | 245 km/u       | 2017 - 2018  |
| 3.0 TDI      | V6           | 272 pk       | 600 Nm       | quattro        | 1655 kg          | 5,3 s        | 250 km/u       | 2017 - 2017  |
| 3.0 TDI      | V6           | 286 pk       | 620 Nm       | quattro        | 1675 kg          | 5,3 s        | 250 km/u       | 2017 - 2018  |

| A5 Cabriolet | A5 Cabriolet | A5 Cabriolet | A5 Cabriolet | A5 Cabriolet   | A5 Cabriolet    | A5 Cabriolet | A5 Cabriolet   | A5 Cabriolet |
| Type         | Motor        | Vermogen     | Koppel       | Aandrijving    | Gewicht         | 0–100 km/u   | Topsnelheid    | Jaartal      |
| ------------ | ------------ | ------------ | ------------ | -------------- | --------------- | ------------ | -------------- | ------------ |
| 2.0 TDI      | 4-in-lijn    | 190 pk       | 400 Nm       | voor / quattro | 1.665 / 1740 kg | 8,3 / 7,8 s  | 232 / 233 km/u | 2017 - 2018  |
| 3.0 TDI      | V6           | 218 pk       | 400 Nm       | quattro        | 1.795 kg        | 6,8 s        | 241 km/u       | 2017 - 2018  |
| 3.0 TDI      | V6           | 286 pk       | 620 Nm       | quattro        | 1855 kg         | 5,7 s        | 250 km/u       | 2018 - 2018  |

Gegevens vanaf modeljaar 2019
Benzine:
| A5 Coupé   | A5 Coupé | A5 Coupé  | A5 Coupé | A5 Coupé | A5 Coupé       | A5 Coupé       | A5 Coupé    | A5 Coupé       | A5 Coupé     | A5 Coupé |
| Aanduiding | Type     | Motor     | Vermogen | Koppel   | Aandrijving    | Gewicht        | 0–100 km/u  | Topsnelheid    | Jaartal      |          |
| ---------- | -------- | --------- | -------- | -------- | -------------- | -------------- | ----------- | -------------- | ------------ | -------- |
| 35 TFSI    | 2.0 TFSI | 4-in-lijn | 150 pk   | 270 Nm   | voor           | 1425 kg        | 8,9 s       | 225 km/u       | 2018 - heden |          |
| 40 TFSI    | 2.0 TFSI | 4-in-lijn | 190 pk   | 320 Nm   | voor           | 1395 kg        | 7,2 s       | 241 km/u       | 2018 - heden |          |
| 45 TFSI    | 2.0 TFSI | 4-in-lijn | 245 pk   | 370 Nm   | voor / quattro | 1445 / 1505 kg | 6,4 / 5,8 s | 250 / 250 km/u | 2019 - heden |          |

| A5 Sportback | A5 Sportback | A5 Sportback | A5 Sportback | A5 Sportback | A5 Sportback   | A5 Sportback   | A5 Sportback | A5 Sportback   | A5 Sportback | A5 Sportback |
| Aanduiding   | Type         | Motor        | Vermogen     | Koppel       | Aandrijving    | Gewicht        | 0–100 km/u   | Topsnelheid    | Jaartal      |              |
| ------------ | ------------ | ------------ | ------------ | ------------ | -------------- | -------------- | ------------ | -------------- | ------------ | ------------ |
| 35 TFSI      | 2.0 TFSI     | 4-in-lijn    | 150 pk       | 270 Nm       | voor           | 1460 kg        | 9,1 s        | 223 km/u       | 2018 - heden |              |
| 40 TFSI      | 2.0 TFSI     | 4-in-lijn    | 190 pk       | 320 Nm       | voor           | 1430 kg        | 7,5 s        | 241 km/u       | 2018 - heden |              |
| 45 TFSI      | 2.0 TFSI     | 4-in-lijn    | 245 pk       | 370 Nm       | voor / quattro | 1580 / 1645 kg | 6,5 / 6,0 s  | 250 / 250 km/u | 2019 - heden |              |

| A5 Cabriolet | A5 Cabriolet | A5 Cabriolet | A5 Cabriolet | A5 Cabriolet | A5 Cabriolet   | A5 Cabriolet   | A5 Cabriolet | A5 Cabriolet   | A5 Cabriolet | A5 Cabriolet |
| Aanduiding   | Type         | Motor        | Vermogen     | Koppel       | Aandrijving    | Gewicht        | 0–100 km/u   | Topsnelheid    | Jaartal      |              |
| ------------ | ------------ | ------------ | ------------ | ------------ | -------------- | -------------- | ------------ | -------------- | ------------ | ------------ |
| 40 TFSI      | 2.0 TFSI     | 4-in-lijn    | 190 pk       | 320 Nm       | voor           | 1630 kg        | 7,9 s        | 237 km/u       | 2018 - heden |              |
| 45 TFSI      | 2.0 TFSI     | 4-in-lijn    | 245 pk       | 370 Nm       | voor / quattro | 1645 / 1710 kg | 6,5 / 6,0 s  | 250 / 250 km/u | 2019 - heden |              |
| S5           | 3.0 TFSI     | V6           | 354 pk       | 500 Nm       | quattro        | 1850 kg        | 5,1 s        | 250 km/u       | 2019 - heden |              |

Diesel:
| A5 Coupé   | A5 Coupé | A5 Coupé  | A5 Coupé | A5 Coupé | A5 Coupé       | A5 Coupé       | A5 Coupé    | A5 Coupé       | A5 Coupé     | A5 Coupé |
| Aanduiding | Type     | Motor     | Vermogen | Koppel   | Aandrijving    | Gewicht        | 0–100 km/u  | Topsnelheid    | Jaartal      |          |
| ---------- | -------- | --------- | -------- | -------- | -------------- | -------------- | ----------- | -------------- | ------------ | -------- |
| 40 TDI     | 2.0 TDI  | 4-in-lijn | 190 pk   | 400 Nm   | voor / quattro | 1465 / 1545 kg | 7,7 / 7,4 s | 241 / 235 km/u | 2018 - heden |          |
| 45 TDI     | 3.0 TDI  | V6        | 231 pk   | 500 Nm   | quattro        | 1635 kg        | 6,0 s       | 250 km/u       | 2019 - heden |          |
| 50 TDI     | 3.0 TDI  | V6        | 286 pk   | 620 Nm   | quattro        | 1635 kg        | 5,2 s       | 250 km/u       | 2019 - heden |          |
| S5         | 3.0 TDI  | V6        | 347 pk   | 700 Nm   | quattro        | 1635 kg        | 4,8 s       | 250 km/u       | 2019 - heden |          |

| A5 Sportback | A5 Sportback | A5 Sportback | A5 Sportback | A5 Sportback | A5 Sportback   | A5 Sportback   | A5 Sportback | A5 Sportback   | A5 Sportback | A5 Sportback |
| Aanduiding   | Type         | Motor        | Vermogen     | Koppel       | Aandrijving    | Gewicht        | 0–100 km/u   | Topsnelheid    | Jaartal      |              |
| ------------ | ------------ | ------------ | ------------ | ------------ | -------------- | -------------- | ------------ | -------------- | ------------ | ------------ |
| 35 TDI       | 2.0 TDI      | 4-in-lijn    | 150 pk       | 320 Nm       | voor           | 1490 kg        | 9,1 s        | 217 km/u       | 2018 - heden |              |
| 40 TDI       | 2.0 TDI      | 4-in-lijn    | 190 pk       | 400 Nm       | voor / quattro | 1495 / 1580 kg | 7,9 / 7,6 s  | 241 / 235 km/u | 2018 - heden |              |
| 45 TDI       | 3.0 TDI      | V6           | 231 pk       | 500 Nm       | quattro        | 1675 kg        | 6,1 s        | 250 km/u       | 2019 - heden |              |
| 50 TDI       | 3.0 TDI      | V6           | 286 pk       | 620 Nm       | quattro        | 1675 kg        | 5,3 s        | 250 km/u       | 2019 - heden |              |
| S5           | 3.0 TDI      | V6           | 347 pk       | 700 Nm       | quattro        | 1670 kg        | 4,9 s        | 250 km/u       | 2019 - heden |              |

| A5 Cabriolet | A5 Cabriolet | A5 Cabriolet | A5 Cabriolet | A5 Cabriolet | A5 Cabriolet   | A5 Cabriolet   | A5 Cabriolet | A5 Cabriolet   | A5 Cabriolet | A5 Cabriolet |
| Aanduiding   | Type         | Motor        | Vermogen     | Koppel       | Aandrijving    | Gewicht        | 0–100 km/u   | Topsnelheid    | Jaartal      |              |
| ------------ | ------------ | ------------ | ------------ | ------------ | -------------- | -------------- | ------------ | -------------- | ------------ | ------------ |
| 40 TDI       | 2.0 TDI      | 4-in-lijn    | 190 pk       | 400 Nm       | voor / quattro | 1665 / 1735 kg | 8,4 / 8,0 s  | 241 / 233 km/u | 2018 - heden |              |
| 50 TDI       | 3.0 TDI      | V6           | 286 pk       | 620 Nm       | quattro        | 1835 kg        | 5,7 s        | 250 km/u       | 2019 - heden |              |

### Facelift
In september kreeg de Audi A5 een kleine facelift. Hierbij werden de voor en achterbumper aangepast. Net als bij de Audi A4 heeft de A5 nu een achterbumper met trapeziumvormige uitlaten. Verder zijn de motoren bijgeschaafd en voldoen deze aan de nieuwste uitstoot normen. Het MMI multimediasysteem is geactualiseerd en is te bedienen via een 10,1 inch touchscreen. Tevens wordt de A5 standaard met een 7-traps S tronic of 8-traps tiptronic

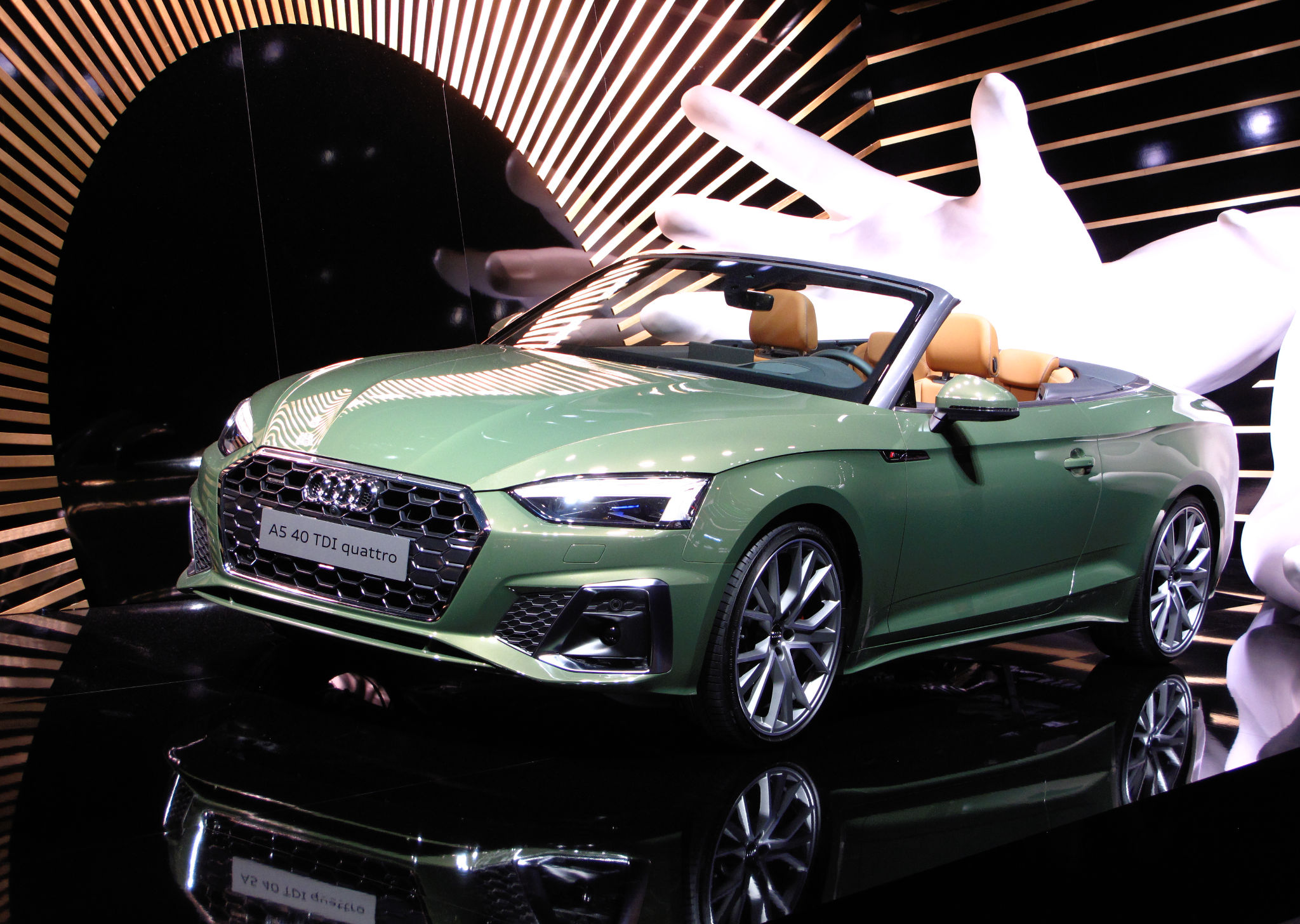
Audi A5 Cabriolet facelift

geleverd.

### Gegevens
De gegevens van de basisuitvoeringen:
Benzine:
| A5 Coupé             | A5 Coupé | A5 Coupé  | A5 Coupé | A5 Coupé | A5 Coupé    | A5 Coupé | A5 Coupé   | A5 Coupé    | A5 Coupé     | A5 Coupé |
| Aanduiding           | Type     | Motor     | Vermogen | Koppel   | Aandrijving | Gewicht  | 0–100 km/u | Topsnelheid | Jaartal      |          |
| -------------------- | -------- | --------- | -------- | -------- | ----------- | -------- | ---------- | ----------- | ------------ | -------- |
| 40 TFSI              | 2.0 TFSI | 4-in-lijn | 190 pk   | 320 Nm   | voor        | 1430 kg  | 7,3 s      | 241 km/u    | 2020 - heden |          |
| 45 TFSI              | 2.0 TFSI | 4-in-lijn | 245 pk   | 370 Nm   | quattro     | 1505 kg  | 5,8 s      | 250 km/u    | 2020 - heden |          |
| RS5                  | 2.9 TFSI | V6        | 450 pk   | 600 Nm   | quattro     | 1780 kg  | 3,9 s      | 250 km/u    | 2020 - heden |          |
| RS5 Competition Plus | 2.9 TFSI | V6        | 450 pk   | 600 Nm   | quattro     | 1780 kg  | 3,88 s     | 290 km/u    | 2022 - heden |          |

| A5 Sportback         | A5 Sportback | A5 Sportback | A5 Sportback | A5 Sportback | A5 Sportback | A5 Sportback | A5 Sportback | A5 Sportback | A5 Sportback | A5 Sportback |
| Aanduiding           | Type         | Motor        | Vermogen     | Koppel       | Aandrijving  | Gewicht      | 0–100 km/u   | Topsnelheid  | Jaartal      |              |
| -------------------- | ------------ | ------------ | ------------ | ------------ | ------------ | ------------ | ------------ | ------------ | ------------ | ------------ |
| 40 TFSI              | 2.0 TFSI     | 4-in-lijn    | 190 pk       | 320 Nm       | voor         | 1465 kg      | 7,5 s        | 241 km/u     | 2020 - heden |              |
| 45 TFSI              | 2.0 TFSI     | 4-in-lijn    | 245 pk       | 370 Nm       | quattro      | 1545 kg      | 6,0 s        | 250 km/u     | 2020 - heden |              |
| RS5                  | 2.9 TFSI     | V6           | 450 pk       | 600 Nm       | quattro      | 1815 kg      | 3,9 s        | 250 km/u     | 2020 - heden |              |
| RS5 Competition Plus | 2.9 TFSI     | V6           | 450 pk       | 600 Nm       | quattro      | 1815 kg      | 3,8 s        | 290 km/u     | 2022 - heden |              |

| A5 Cabriolet | A5 Cabriolet | A5 Cabriolet | A5 Cabriolet | A5 Cabriolet | A5 Cabriolet | A5 Cabriolet | A5 Cabriolet | A5 Cabriolet | A5 Cabriolet | A5 Cabriolet |
| Aanduiding   | Type         | Motor        | Vermogen     | Koppel       | Aandrijving  | Gewicht      | 0–100 km/u   | Topsnelheid  | Jaartal      |              |
| ------------ | ------------ | ------------ | ------------ | ------------ | ------------ | ------------ | ------------ | ------------ | ------------ | ------------ |
| 40 TFSI      | 2.0 TFSI     | 4-in-lijn    | 190 pk       | 320 Nm       | voor         | 1630 kg      | 7,9 s        | 237 km/u     | 2020 - heden |              |
| 45 TFSI      | 2.0 TFSI     | 4-in-lijn    | 245 pk       | 370 Nm       | quattro      | 1710 kg      | 6,5 s        | 250 km/u     | 2020 - heden |              |
| S5           | 3.0 TFSI     | V6           | 354 pk       | 500 Nm       | quattro      | 1850 kg      | 5,1 s        | 250 km/u     | 2020 - heden |              |

Aardgas:
| A5 Sportback | A5 Sportback | A5 Sportback | A5 Sportback | A5 Sportback | A5 Sportback | A5 Sportback | A5 Sportback | A5 Sportback | A5 Sportback | A5 Sportback |
| Aanduiding   | Type         | Motor        | Vermogen     | Koppel       | Aandrijving  | Gewicht      | 0–100 km/u   | Topsnelheid  | Jaartal      |              |
| ------------ | ------------ | ------------ | ------------ | ------------ | ------------ | ------------ | ------------ | ------------ | ------------ | ------------ |
| 40 g-tron    | 2.0 TFSI     | 4-in-lijn    | 170 pk       | 290 Nm       | voor         | 1650 kg      | 8,4 s        | 210 km/u     | 2020 - 2020  |              |

Diesel:
| A5 Coupé   | A5 Coupé | A5 Coupé | A5 Coupé | A5 Coupé | A5 Coupé    | A5 Coupé | A5 Coupé   | A5 Coupé    | A5 Coupé    | A5 Coupé |
| Aanduiding | Type     | Motor    | Vermogen | Koppel   | Aandrijving | Gewicht  | 0–100 km/u | Topsnelheid | Jaartal     |          |
| ---------- | -------- | -------- | -------- | -------- | ----------- | -------- | ---------- | ----------- | ----------- | -------- |
| S5         | 3.0 TDI  | V6       | 347 pk   | 700 Nm   | quattro     | 1835 kg  | 4,8 s      | 250 km/u    | 2020 - 2022 |          |

| A5 Sportback | A5 Sportback | A5 Sportback | A5 Sportback | A5 Sportback | A5 Sportback | A5 Sportback | A5 Sportback | A5 Sportback | A5 Sportback | A5 Sportback |
| Aanduiding   | Type         | Motor        | Vermogen     | Koppel       | Aandrijving  | Gewicht      | 0–100 km/u   | Topsnelheid  | Jaartal      |              |
| ------------ | ------------ | ------------ | ------------ | ------------ | ------------ | ------------ | ------------ | ------------ | ------------ | ------------ |
| 35 TDI       | 2.0 TDI      | 4-in-lijn    | 163 pk       | 380 Nm       | voor         | 1500 kg      | 8,4 s        | 226 km/u     | 2020 - 2022  |              |
| 40 TDI       | 2.0 TDI      | 4-in-lijn    | 190 pk       | 400 Nm       | voor         | 1495 kg      | 7,9 s        | 241 km/u     | 2020 - 2022  |              |
| S5           | 3.0 TDI      | V6           | 347 pk       | 700 Nm       | quattro      | 1870 kg      | 4,9 s        | 250 km/u     | 2020 - 2022  |              |